# Mandalay Bay
Het Mandalay Bay is een in 1999 geopend hotel en casino op de Strip in Las Vegas.
Het hotel is ontwikkeld in opdracht van Circus Circus Enterprises en is later overgenomen door MGM Resorts International, de huidige eigenaar. De opening van het hotel vond plaats op 2 maart 1999. Het hotel heeft 3.309 kamers en een casino met een oppervlakte van 12.500 m². Daarnaast staat het hotel en casino bekend om hun haaienverblijf en het zwembad. Naast het hotel ligt ook het bijbehorende Mandalay Bay Convention Center, een conferentiecentrum van 93.000 m².
Het hotel bestaat ook uit het naast gelegen Delano Las Vegas en vijf verdiepingen van het hoofdgebouw behoren tot het Four Seasons Hotel.

## Geschiedenis

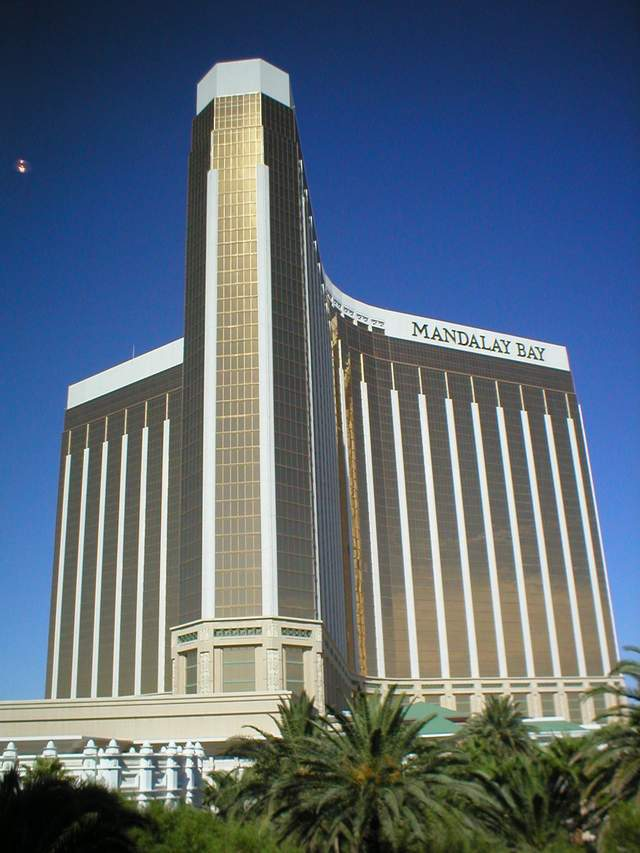
Het Mandalay Bay.

In 1995 werd het Hacienda gekocht door Circus Circus Enterprises voor een bedrag van tachtig miljoen dollar. Het Hacienda sloot zijn deuren op 1 december 1996 en op 31 december datzelfde jaar werd het gebouw geïmplodeerd. Er werd bekendgemaakt dat er een nieuw project voor een bedrag van negenhondervijftig miljoen dollar zou komen op dezelfde locatie. Dit project droeg de naam "Project Paradise", later in 1998 werd de naam bijgesteld in Mandalay Bay.
Tijdens de bouw van het hotel kwamen de bouwers erachter dat het centrum van het gebouw sneller daalde dan de drie vleugels. Het centrum daalde met dertien tot negentien millimeter per week en de vleugels met minder waardoor er ongelijkheden ontstonden in het gebouw. Dit probleem werd opgelost door hydraulische pompen aan de zijkanten van het centrum die voor een gedeelte vast stonden in de grond. Deze "micro-piles" zorgde ervoor dat het gebouw geen verschillen meer vertoonde met de vleugels.
Op 2 maart 1999 werd het hotel officieel geopend. Dit gebeurde door een groep Harley-Davidson rijders met voorop de acteurs: John Goodman, James Belushi en Dan Aykroyd. In juni van hetzelfde jaar veranderde Circus Circus Enterprises hun naam in Mandalay Resorts Group.
Het conferentiecentrum werd in 2003 geopend samen met THEhotel. Het conferentie was op vier na de grootste van de Verenigde Staten en had de grootste ballroom in de Verenigde Staten. Het tweede hotel hoort bij het Mandalay Bay maar wordt vaak gebruikt voor de gasten van het conferentiecentrum. Het hotel heeft dan ook in tegenstelling tot het Mandalay Bay geen casino.
In 2005 werd Mandalay Resorts Group verkocht aan MGM Resorts International, de huidige eigenaar.
Op 1 oktober 2017 kwam Mandalay Bay in het nieuws omdat de 64-jarige Stephen Paddock vanaf de 32e verdieping van het hotel met een automatisch wapen het vuur opende op het publiek van een muziekfestival. Bijna zestig mensen verloren het leven en meer dan vijfhonderd mensen raakten gewond.

## Ligging
Het hotel en casino ligt aan de Las Vegas Boulevard en wordt gezien als het meest zuidelijke hotel en casino op de Las Vegas Strip. Het Mandalay Bay ligt op de kruising tussen de boulevard en Russel Road. Het hotel en casino ligt op hetzelfde terrein als het conferentiecentrum en THEhotel. Ten noorden van het hotel bevindt zich het Luxor en tegenover het hotel bevindt zich McCarran International Airport.

## Ontwerp

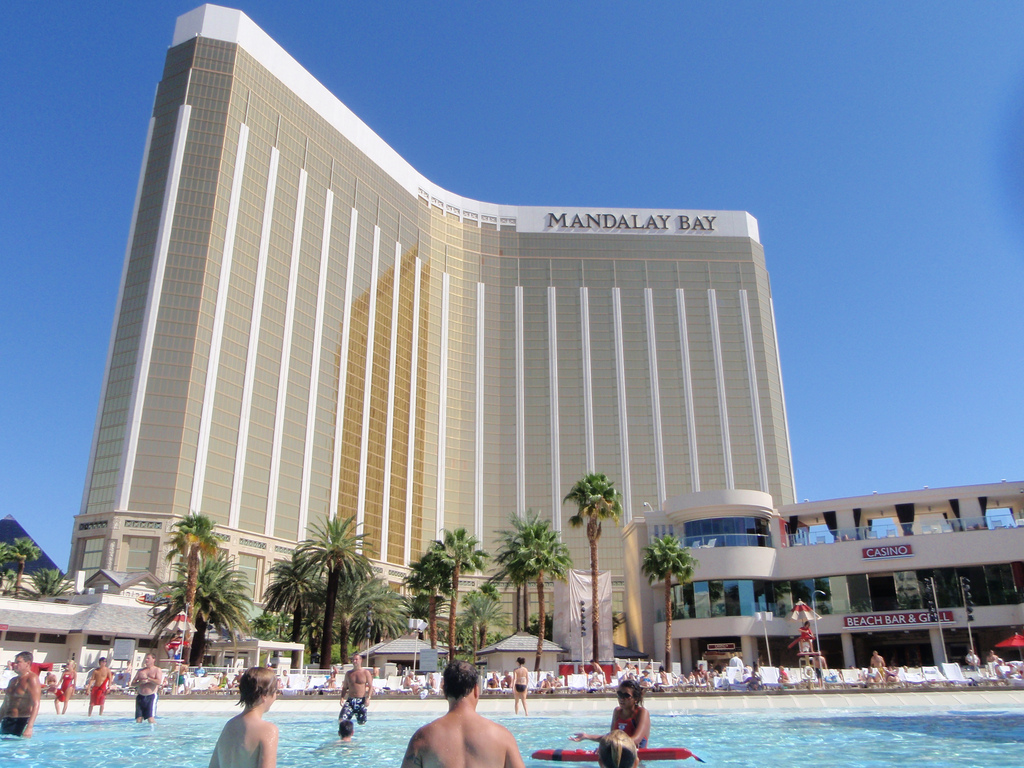
Het Mandalay Beach met op de achtergrond het hotelgebouw.

Het Mandalay Bay is ontworpen in een Zuidoost-Aziatische stijl. Het hotel huisvest 3.309 kamers en heeft een casino met een grootte van 12.500 m². Daarnaast heeft het hotel een eigen theater, een haaienverblijf en een grote verscheidenheid aan winkels, bars, nachtclubs en restaurants. Verder staat het hotel bekend om het zwembad dat ook wel Mandalay Beach genoemd wordt.

## Faciliteiten

### Shows
In het theater van het Mandalay Bay hebben verschillende shows gestaan. De eerste langlopende productie die te zien was in het hotel was Chicago. De productie stopte in 2003 en werd vervangen door Mamma Mia! dat vanaf 2004 tot januari 2009 te zien was in het Mandalay Bay. Mamma Mia werd opgevolgd door The Lion King. In 2011 stopte de musical om plaats te maken voor Michael Jackson: The Immortal World Tour van Cirque du Soleil dat in première ging in 2013.
Tevens heeft het Mandalay Bay een House of Blues op de bovenste verdieping. Er staan hier verschillende live acts en er is in totaal plaats voor 1.800 bezoekers. Naast de concertzaal bevindt zich de House of Blues Foundation Room waar een mogelijkheid is tot eten.

### Mandalay Beach
Het Mandalay Beach huisvest de verschillende zwembaden van het hotel. Het hotel heeft onder andere drie verwarmde zwembaden, een golfslagbad en een waterstroming in bepaalde gedeeltes van het zwembad. Het golfslagbad produceert golven met een interval van negentig seconde. De hoogtes verschillen van 0,6 tot 1,2 meter hoogte. In dit zwembad wordt streng toegekeken op de minimumlengte van 1 meter 20.
Tevens is er een zwembad, genaamd Moorea waarin het toegestaan wordt om topless te zwemmen. Het zwembad wordt afgescheiden van de rest door middel van ondoorzichtig glas. Bij de gewone zwembaden zitten nog twee restaurants en het gehele Mandalay Beach is door Las Vegas Review Journal in 2006 voor het zevende jaar achter elkaar gekozen als beste zwembad in Las Vegas.

### Shark Reef Aquarium
Het tropische thema van het hotel komt ook tot uiting in het Shark Reef Aquarium. Er is zoutwater aquarium en een haaienverblijf wat het op twee na grootste aquarium is van de Verenigde Staten. Tevens zijn er nog verschillende andere verblijven waaronder twee aquariums waar onderdoor gelopen wordt door middel van tunnels.

### Restaurants en winkels

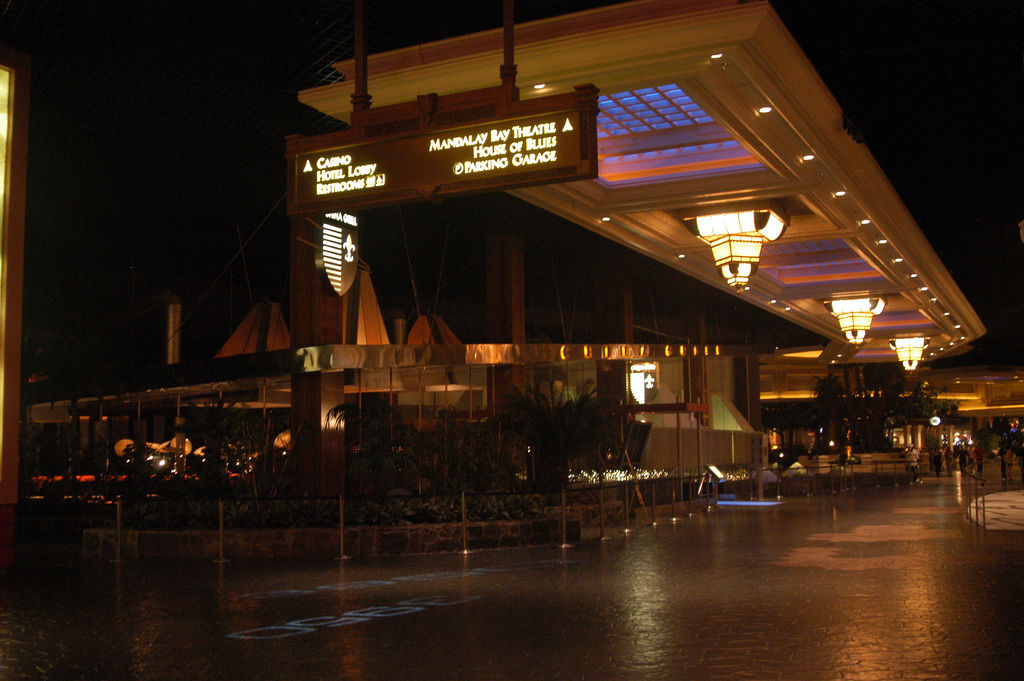
Restaurant China Grill in het Mandalay Bay.

Verschillende chef-koks hebben een restaurant in het Mandalay Bay. Dit zijn onder andere Michael Mina, Alain Ducasse, Rick Moonen, Charlie Palmer, Hubert Keller, Wolfgang Puck, Mary Sue Milliken and Susan Feniger.
- Aureole
- Bayside
- Beach Bar & Grill
- Burger Bar
- Border Grill
- Charlie Palmer Steak
- China Grill
- Fleur
- Foundation Room
- House of Blues at Crossroads
- House of Blues Restaurant
- Hussong's Cantina
- Lupo
- Mizuya
- Alain Ducasse Mix
- Noodle Shop
- Orchid
- Raffles Café
- Restaurant RM
- Red Square
- Red, White, and Blue
- Ri Ra Irish Pub
- RM Seafood
- Seabreeze
- Shanghai Lilly
- Michael Mina Stripsteak
- THEcafé
- THEcoffee bar
- Verandah at Four Seasons
- Bars en clubs:
  - Evening Call
  - Eyecandy Lounge
  - Mix Lounge
  - O.N.E. Oasis Bar
  - Orchid Lounge
  - Sports Book Lounge
  - THElounge

## Four Seasons Hotel
Het Four Seasons Hotel is een hotel dat vijf etages van het hoofdgebouw van het Mandalay Bay in beslag neemt. Het hotel is sinds de opening in het bezit van een AAA Five Diamonds award. Het hotel is eigendom van de hotelketen Four Seasons Hotels and Resorts.
Het hotel bestaat uit 424 kamers waarvan er 81 ingericht zijn als suite. De kamers bevinden zich op vijfendertigste tot en met negenendertigste verdieping van het Mandalay Bay gebouw. Alle kamers zijn gebouwd in ingericht met hetzelfde thema als het Mandalay Bay. Het hotel heeft geen eigen casino, maar de gasten kunnen net als iedereen gebruikmaken van het casino van het Mandalay Bay. Het hotel heeft een eigen restaurant genaamd Verandah at Four Seasons.
- MusicBrainz: f3a197b2-372e-4c14-b985-1dd8444b2aaa